# Agriphila straminella
Agriphila straminella, auch bekannt als Unscheinbarer Graszünsler, ist ein in Mitteleuropa heimischer und sehr häufiger (Klein-) Schmetterling aus der Familie der Crambidae.

## Merkmale
Die zeichnungsarmen Falter haben eine Flügelspannweite von 16 bis 23 mm. Die Grundfarbe variiert dagegen etwas und reicht von strohgelb bis dunkelbraun. Die Äderung ist durch eine Überstäubung mit dunkleren Schuppen hervorgehoben. Am Kostalrand verläuft ein dunkler Strich. Die Saumlinie weist eine schwarze Punktreihe auf. Die Flügelfransen sind silbrig glänzenden. Die Hinterflügel sind weißlich-ockerfarben bis graubraun. Kopf und Thorax sind ockerfarben, der Hinterleib graubraun. Die Fühler sind ziliat, die Zilien des Weibchens sind jedoch feiner als die des Männchens.
Das Ei ist oval, die Oberfläche ist dicht berippt und bildet mit einer feineren Querrippung ein feines netzförmiges Muster. Es ist bei der Ablage gelblich weiß und wird nach einiger Zeit pinkfarben.
Die Raupe ist gelblichgrau, bräunlichgrau bis leicht rötlichgrau mit einem relativ kleinen schwarzen Kopf. Kopf- und Analschild sind ebenfalls hellbraun und glänzend.
Die hellbraune Puppe ist gedrungen; die Enden der Flügelscheiden sind gelblichbraun gefärbt. Der kräftig ausgebildete Kremaster ist dagegen dunkelbraun gefärbt.

### Ähnliche Arten
Die Art ähnelt Chrysoteuchia culmella (Linnaeus, 1758); diese Art ist jedoch etwas größer und besitzt eine deutlich gezeichnete submarginale Querlinie. Sehr ähnlich ist auch Pediasia contaminella (Hübner, 1796); diese besitzt aber keine glänzenden Flügelfransen.

## Geographische Verbreitung und Lebensraum
Die Art kommt in fast ganz Europa vor. Sie fehlt allerdings auf den Mittelmeerinseln und Griechenland. Sie ist auch auf der Iberischen Halbinsel und Italien eher spärlich nachgewiesen. Im Norden reicht das Verbreitungsgebiet bis Lappland, im Osten über Sibirien bis in den Russischen Fernen Osten. Im südlichen Asien verläuft das Vorkommen über Kleinasien, das Kaukasusgebiet, Kasachstan und Zentralasien. Sie kommt auch in der Nearktis (Kanada) vor.
Die Art kommt im offenen, trockenen und frischen Grasland relativ häufig und weit verbreitet vor.

## Lebensweise
Agriphila straminella bildet eine Generation im Jahr, deren Falter von Mai bis August fliegen. Die Raupen erscheinen etwa ab Juni und überwintern. Die Falter sind dämmerungs- und nachtaktiv und kommen an künstliche Lichtquellen. Die Männchen lassen sich tagsüber leicht aus dem Gras aufscheuchen, die Weibchen leben mehr verborgen unter Grasbüscheln. Die Raupen ernähren sich von Gräsern (z. B. Echter Schaf-Schwingel, Festuca ovina und Wiesen-Rispengras, Poa pratensis); sie fressen in und an den Stängeln. Auch die Stängel von Weizen (Triticum) und Gerste (Hordeum) werden befressen. Die Raupen leben in einer senkrechten Gespinströhre, die an den Stängeln von Gräser nahe der Erde angeheftet und mit ähnlichen Gespinströhren verbunden ist. Die Raupen überwintern und verpuppen sich in einem eiförmigen Kokon, der mit Grasteilen bedeckt ist.

## Systematik und Taxonomie
Das Taxon wurde 1775 von Michael Denis und Johann Ignaz Schiffermüller als Tinea straminella erstmals wissenschaftlich beschrieben. Der Holotyp ist verloren und stammte aus der Umgebung von Wien.
In älteren Werken ist die Art auch unter den Namenkombinationen Crambus culmellus (Linnaeus) bzw. Agriphila culmella (Linnaeus) zu finden. Tinea culmella Linnaeus, 1758 bezeichnet jedoch eine andere Art, die heute zu Chrysoteuchia gestellt wird; Chrysoteuchia culmella (Linnaeus, 1758).

## Belege